# Ajahn Sumedho
Ajahn Sumedho (1934, California, Estados Unidos), es el monje líder budista, discípulo de Ajahn Chah de la Orden Theravada de Tailandia y uno de los occidentales más representativos del Tradición tailandesa del bosque.

## Biografía

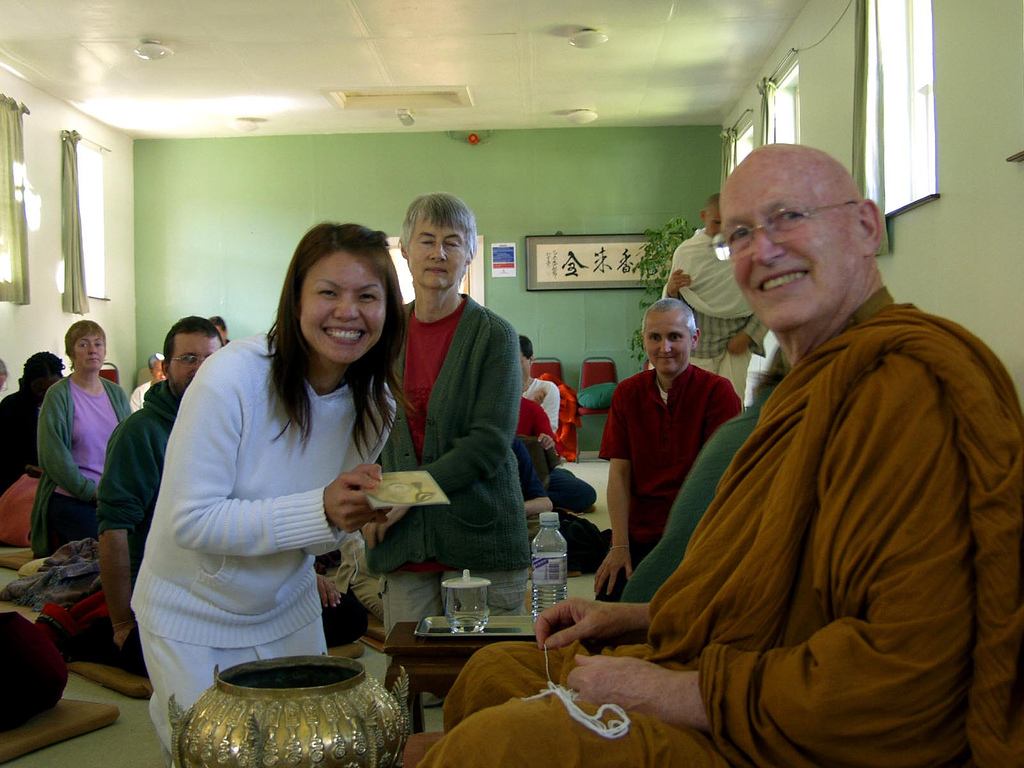
Ajahn Sumedho en agosto de 2007.

Ajahn Sumedho nació en California, Estados Unidos en 1934. Tras realizar los estudios del idioma chino e historia en la universidad se interesó por la religión budista en 1964 mientras vivía en Borneo.
En 1966 se convirtió en monje -bhikkhu- de la Orden Theravada en Tailandia como discípulo de Ahahn Chah durante una década. Tras recibir una invitación de una congregación budista en Londres se trasladó al Reino Unido para fundar un monasterio tradicional tailandés.
En 1973 realizó una peregrinación a India y en 1975, fue autorizado por su maestro para llevar a un pequeño grupo de monjes y formar un monasterio en la jungla para monjes occidentales.
En 1979 estableció la tradición tailandesa del bosque en el monasterio de Cittaviveka en Chithurst. La tradición tailandesa del bosque fue firmemente establecida a principios de 1900 por el famoso monje del bosque Ajahn Sao Kantasilo Mahathera y su discípulo, el venerable Ajahn Mun Bhuridatta. Más tarde fue ampliamente difundida por el discípulo de Ajahn Sao , Ajahn Chah y su sucesor, Ajahn Sumedho. No se sabe cuándo empezó exactamente el movimiento, pero se cree que existía desde hace tiempo y revivió gracias a Ajahn Sao Kantasilo Mahathera y su discípulo, el venerable Ajahn Mun Bhuridatta.
En agosto de 1984, se inauguró el Centro Budista Amaravati en Hemel Hempstead, Hertfordshire donde reside actualmente.
El entrenamiento de Ajahn Sumedho se basa, básicamente, en una realización exhaustiva del Vinaya que contiene 227 reglas de conducta y profesa detalladamente las tradiciones de la vida monástica diaria.
En su mandato, además de varios monasterios en el Reino Unido, ha formado otros monasterios en diferentes países del mundo como Nueva Zelanda, Suiza, Italia y Estados Unidos.